# Dendrolycopodium hickeyi
Dendrolycopodium hickeyi là một loài thực vật có mạch trong Họ Thạch tùng. Loài này được (W.H. Wagner, Beitel & R.C. Moran) A. Haines mô tả khoa học đầu tiên năm 2003.